# 할리드 아랍
할리드 "디 파우스트" 아랍은 모로코계 독일인 킥복싱 선수자 종합격투기 선수다.
1975년 5월 28일생. "디 파우스트"라는 별칭으로 자주 불리는데 독일어로 '주먹'이라는 뜻이다. 키는 179cm에 몸무게는 93kg으로 헤비급에서는 작은 체격을 지닌 선수이다. 세미 슐트, 스테판 레코 등 입식 격투기의 강자들이 소속되어 있는 골든 글로리 짐의 소속이며 그들과 마찬가지로 K-1에서 활동하고 있다. 왜소한 체격과는 달리 강력한 펀치력을 자랑하나 현재는 4연패를 당하는 등 성적이 좋지 못하다. 종합격투기 선수로도 활동한 적이 있으며, 대한민국의 격투기 팬들 사이에선 독일에서 펀드사업을 통해 많은 부를 축적한 것으로도 알려져 있다.

## 전적

### 킥복싱 전적
- 42전 34승 8패(27 KO)

| 경기일자        | 상대                | 결과 | 내용           | 대회                          |
| --------------- | ------------------- | ---- | -------------- | ----------------------------- |
| 2010년 10월 2일 | 제바드 포투락       | 패   | 2R 종료 TKO    | K-1 월드 GP 2010 final 16     |
| 2008년 9월 27일 | 루슬란 카라에프     | 패   | 2R 2분 30초 KO | K-1 월드 GP 2008 final 16     |
| 2008년 4월 13일 | 알렉산더 피츠쿠노프 | 패   | 5R 재연장 판정 | K-1 월드 GP 2008 in Yokohama  |
| 2007년 9월 29일 | 글라우베 페이토자   | 패   | 3R 판정        | K-1 월드 GP 2007 final 16     |
| 2006년 12월 2일 | 어네스트 후스트     | 패   | 4R 연장 판정   | K-1 월드 GP 2006 final        |
| 2006년 9월 30일 | 무사시              | 승   | 3R 판정        | K-1 월드 GP 2006 final 16     |
| 2006년 4월 29일 | 게리 굿리지         | 승   | 3R 1분 KO      | K-1 월드 GP 2006 in las vegas |
| 2006년 4월 29일 | 카터 윌리암스       | 패   | 3R 판정        | K-1 월드 GP 2006 in las vegas |
| 2006년 4월 29일 | 션 오헤어           | 승   | 1R 23초 KO     | K-1 월드 GP 2006 in las vegas |
| 2005년 8월 13일 | 스캇 라이티         | 패   | 3R 판정        | K-1 월드 GP 2005 in las vegas |
| 2005년 8월 13일 | 호리 히라쿠         | 승   | 3R 판정        | K-1 월드 GP 2005 in las vegas |

### 종합격투기 전적
- 10전 7승 3패(3 KO)